# Petri Sarvamaa
Petri Sarvamaa (ur. 15 września 1960 w Joensuu) – fiński dziennikarz i politolog rosyjskiego pochodzenia, poseł do Parlamentu Europejskiego VII, VIII i IX kadencji, członek Europejskiego Trybunału Obrachunkowego.

## Życiorys
Jego matka Kaija Mollerus urodziła się w 1925 w Karijoki. Jego ojciec Borys Sacharow był Rosjaninem, urodził się w 1908 w Petersburgu, skąd w 1917 wraz ze swoją matką oraz dwiema siostrami uciekł przez Terijoki do Karelii Północnej. Do rodziny dołączył także jego ojciec.
Petri Sarvamaa w 1967 rozpoczął naukę w szkole podstawowej w helsińskiej dzielnicy Roihuvuori. W 1979 ukończył szkołę średnią w Roihuvuori. W 1981 podjął studia na wydziale nauk politycznych Uniwersytetu Helsińskiego. W 1989 zaczął pracować jako dziennikarz w CNN w Atlancie. Od 1990 do 2010 był zawodowo związany z fińskim publicznym nadawcą radiowym i telewizyjnym Yleisradio (zwłaszcza programami informacyjnymi stacji YLE TV1). Był zagranicznym korespondentem w Waszyngtonie, a także prezenterem wiadomości.
W wyborach europejskich w 2009 kandydował do Parlamentu Europejskiego VII kadencji z ramienia Partii Koalicji Narodowej. Mandat europosła objął 1 marca 2012, gdy zrezygnował z niego Ville Itälä. Przystąpił do grupy Europejskiej Partii Ludowej. W 2014 ubiegał się o reelekcję, zajmując pierwsze niemandatowe miejsce wśród kandydatów swojego ugrupowania. Mandat europosła utrzymał jednak, gdy wybrany na nowego przewodniczącego partii Alexander Stubb zrezygnował z jego objęcia przed rozpoczęciem VIII kadencji Europarlamentu. W 2019 został wybrany na kolejną kadencję PE.
W grudniu 2023 nominowany w skład Europejskiego Trybunału Obrachunkowego (od czerwca 2024). W konsekwencji zrzekł się mandatu europosła (ze skutkiem na kilka tygodni przed końcem kadencji).